# Imogen Bailey
Pour les articles homonymes, voir Bailey.
Imogen Bailey est une actrice, mannequin et chanteuse australienne née le 7 juillet 1977 en Australie.
Elle est également connue pour ses apparitions à la télévision, notamment dans Celebrity Big Brother (version australienne) et Celebrity Survivor, l'équivalent de Koh-Lanta.

## Filmographie

### Cinéma

#### Longs-métrages
- 2005 : Man-Thing de Brett Leonard : Sarah
- 2005 : Feed de Brett Leonard : Veronica
- 2006 : Azur et Asmar de Michel Ocelot : Chamsous Sabah (voix, version anglophone)
- 2009 : The 7th Hunt (en) de Jon Cohen : Ariel Clarke
- 2017 : Sunset People de Demitri Demitri : Lana

#### Courts-métrages
- 2011 : Chinese Takeout de James Brandenburg : Hazel Crow
- 2014 : Housemates de Darren K. Hawkins : Ellie
- 2016 : Strange Dates de Wayne Bradley et Tim Roberts : Judy

### Télévision
- 2001 : Summer Bay : Carmen Jefferson
- 2001 : Life Support (en) : figurante
- 2008 : Les Voisins : Nicola West
- 2009 : Life of Riley : Ella
- 2015 : McCracken : Dr. Fox